# ФК Керкира
„Керкира“ (на гръцки: Αθλητικός Όμιλος Κέρκυρα) е гръцки футболен отбор от Корфу.

## История
Клубът е създаден през 1967 година след сливане на три футболни отбора от остров Корфу – „Арис“, „Хелеспонтис“ и „Астерас“ за участие във втора дивизия. От 1969 г. се нарича „Керкира“.
През 1999 г. постът президент на клуба заема Спирос Калояннис, който помага на отбора за 4 години да се изкачи с 3 нива. През 2004 г. „Керкира“ дебютира в елита, но остава само един сезон. През 2006/07 клубът отново играе там.
През 2013 г. Керкира се обединява с другия футболен клуб – „Касиопи“ от Игуменица. От 2016 г. отново е част от най-високото ниво в гръцката футболна пирамида.

## Успехи
Гръцка Суперлига
- Най-добро класиране: 10 място – 2016/17

Футболна лига (втора дивизия)
- 1 място – 2003/04

Аматьорска купа
- Финалист – 1991/92

## Известни футболисти
- Михалис Клокидис (2001 – 2003)
- Вагелис Кутсурес (2005 – 2006)
- Андреас Ниниадис (2004 – 2005)
- Едерсон Фофонка (2005 – 2006)
- Филип Родригес да Силва (2004 – 2007)